# Disporella stellata
Disporella stellata är en mossdjursart. Disporella stellata ingår i släktet Disporella och familjen Lichenoporidae. Utöver nominatformen finns också underarten D. s. pacifica.